# Salzhaken
Salzhaken oder Pfannhaken sind in der Heraldik eine gemeine Figur. Sie sind ein unverzichtbares Werkzeug der Salzsieder bei der Salzgewinnung. Gemeinden, die stark von dem Salzabbau oder der Aufbereitung geprägt wurden, haben die Geräte in ihren Wappen aufgenommen, um die Handwerkertradition zu zeigen. Wichtig waren die Salzsiedepfanne oder nur Salzpfanne, Salzhaken auch Pfannhaken und manchmal auch das Gradierwerk oder nur die Salzkufe. Auch die Salzscheibe gehört dazu. Diese ist ins Wappen der Familie von Mellin und von Seltzer eingegangen. Die Darstellung im Wappen ist ohne Beschreibung nicht immer eindeutig. Oft ist der Versuch eines redenden Wappens unternommen worden, wie bei Salzgitter. Viele Adelsfamilien, wie zum Beispiel die Familie Brandis, als Erbsälzer zu Werle, haben die Gerätschaften in ihrem Wappen, da sie die Privilegien der Salzgewinnung hatten.

## Beispiele

Salzgitter
Salzgitter-Bad
Sulzbach am Main
Kołobrzeg
Bad Salzdetfurth
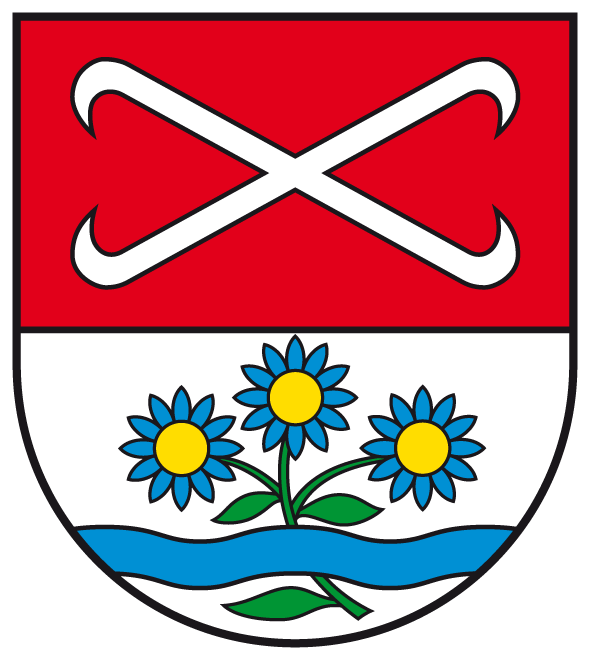
Sülldorf (Sülzetal)
Bodenfelde
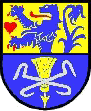
Sülze (Bergen)
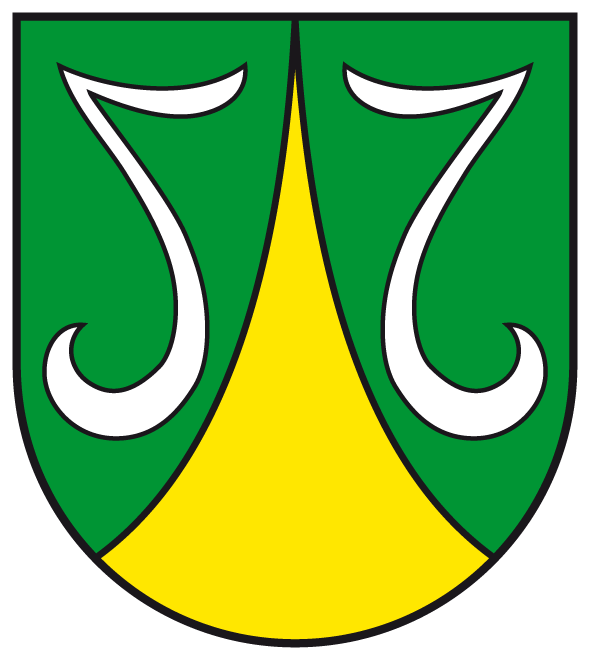
Heyersum

## Einzelnachweis
1. 1 2  Gert Oswald: Lexikon der Heraldik. VEB Bibliographisches Institut, Leipzig 1984.